# Партия народного равенства и демократии
Па́ртия наро́дного ра́венства и демокра́тии (DEM — «Эпоха»; тур. Halkların Eşitlik ve Demokrasi Partisi; курд. Partiya Wekhevî û Demokrasiya Gelan) — левоцентрическая оппозиционная прокурдская партия в Турции, политическое крыло Рабочей партии Курдистана, основанное 25 ноября 2012 года как Ле́вая па́ртия зеле́ных (тур. Yeşil Sol Parti). Крупнейшая партия Турции, представляющая интересы этнических и религиозных меньшинств. 

## Символика
Символом партии является дерево с фиолетовым стволом, образующим человеческую фигуру, кроны, состоящей из отдельных зелёных листьев, и жёлтого солнца, образующего голову человеческой фигуры в центре кроны.

## История
Партия зелёных левых, ранее называвшаяся Партия зелёных и левых будущего (Yeşiller ve Sol Gelecek Partisi), была основана 25 ноября 2012 года в результате слияния Партии зелёныхи Партии равенства и демократии, большая часть отводит свои истоки к отколу[проверить перевод] от Партии свободы и солидарности (ныне Левая партия) во главе с Уфуком Урасом. Она определяет себя как зелёную партию с леволибертарными идеями. Это также одна из немногих политических сил Турции, признающих геноцид армян.
В 2014 году Партия зелёных и левых будущего поддержала Селахаттина Демирташа в качестве кандидата в президенты на президентских выборах 2014 года в Турции. Партия также поддержала Демократическую партию народов (ДПН) на парламентских выборах в июне 2015 года.
На втором очередном партийном съезде 2 апреля 2016 года Партия зелёных и левых будущего изменила своё название на нынешнее Партия зелёных левых (Yeşil Sol Partisi). В том же году ряды партии покинуло большинство бывших членов Партии зелёных, а также некоторые феминистические активистки. Нынешний логотип партии обусловлен решением, принятым на втором внеочередном съезде 16 октября 2022 года. В феврале 2018 года сопредседатели партии были ненадолго задержаны за свою активность в социальных сетях и найденные у них книги.

### Парламентские и президентские выборы 2023 года
Селахаттин Демирташ позже предложил, что в случае возможного запрета ДПН, все кандидаты парламентской группы ДПН будут баллотироваться от имени Партии зелёных левых на парламентских выборах 2023 года. Решением от 24 марта 2023 года ДПН, Партия рабочего движения (Emekçi Hareket Partisi) и Партия социальной свободы (Toplumsal Özgürlük Partisi) решили участвовать в президентских и парламентских выборах, объединившись по спискам Партии зелёных левых. Это было сделано для того, чтобы укрепить «Альянс наций» лидера оппозиции Кемаля Киличдароглу. Поэтому Партия зелёных левых рассматривается как ключевая партия на президентских выборах 2023 года.